# Bacitracina

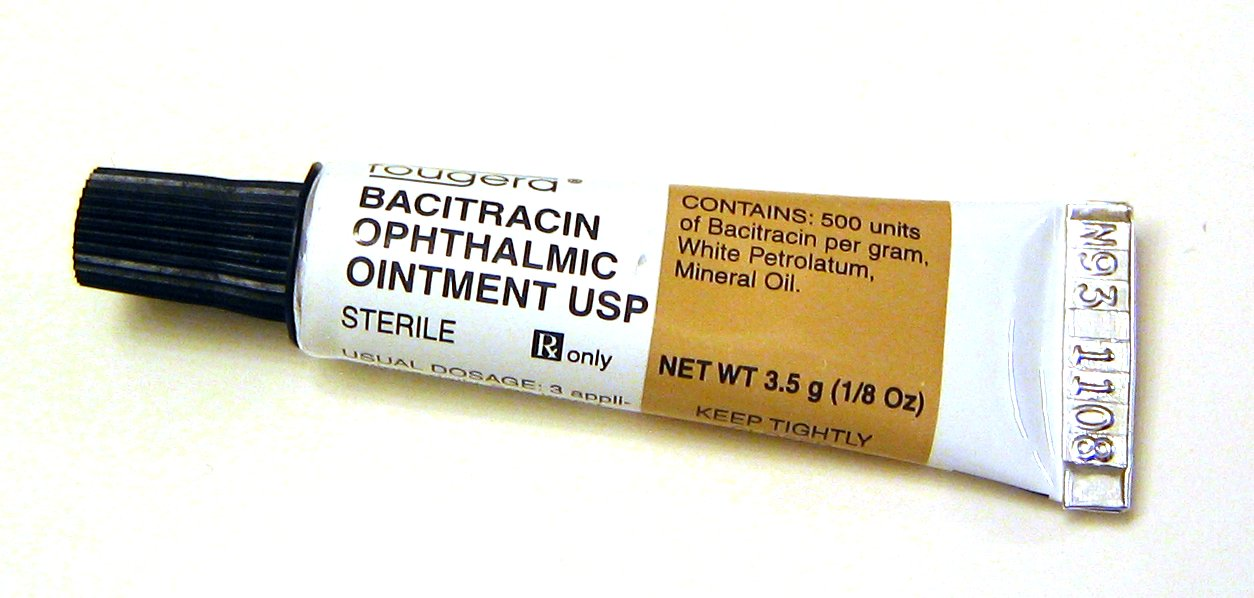
Un tubetto di bacitracina per uso oftalmico

La bacitracina è un antibiotico polipeptidico prodotto da un ceppo di Bacillus subtilis, isolato da tessuti danneggiati di una ragazza di nome Tracy che si era fratturata una gamba cadendo in un luogo particolarmente poco igienico.
Nel prodotto commerciale sono presenti vari analoghi, ma prevale la Bacitracina A.
A causa della sua nefrotossicità ed ototossicità, questo antibiotico viene usato generalmente per applicazioni locali.
La bacitracina viene sintetizzata attraverso una peptide sintetasi non ribosomiale (NRPSs), il che significa che i ribosomi non sono coinvolti nella sintesi.

## Meccanismo di azione
Alla base della sua attività, che si sviluppa nei confronti dei batteri Gram positivi vi è una inibizione della biosintesi della parete batterica.
La bacitracina interferisce con la defosforilazione del C55-isoprenil pirofosfato (bactoprenolo), una molecola che porta i precursori della sintesi del peptidoglicano, un componente della parete cellulare batterica esterna alla membrana.

## Usi clinici
Si usa il sale di zinco della Bacitracina, spesso in combinazione con polimixina B e neomicina, per curare una serie di infezioni di occhi e pelle. Può essere utilizzato anche per prevenire l'infezione delle ferite.
Negli Stati Uniti viene venduta con il nome di Neosporin un mix di bacitracina, polimicina B e neomicina. Esiste la possibilità di averla anche in forma pura per chi soffre di allergie.
Viene consigliata come trattamento post-tatuaggio per prevenire eventuali infezioni.
Nei bambini, viene a volte somministrata per via intramuscolare, con il nome commerciale di Baciim, in caso di polmonite, ma comunque dato i pesanti danni renali si preferisce usarla per via orale o locale.